# GALACTICA PHANTOM
GALACTICA PHANTOM（ギャラクティカファントム）は、ギタリストTakeshi.Inoue率いる日本のHARD ROCKバンド
Takeshi.Inoueの知人、松重氏主催のセッションにて出会った４人が結成。結成後、キーボーディストのTakaが加わり５人編成となる。
■第1期メンバー（2000～2006）
　Vo:RAY
　G:井之上 剛 / Takeshi Inoue
　B:Toshiki
　Ds:Knob
　Kb:Taka
■第2期メンバー（2007～）
　Vo:RAY
　G:井之上 剛 / Takeshi Inoue
　B:峯村 武憲 / Takenori“RUZER”Minemura
　Ds:大山 俊輔 / Shunsuke Ohyama
■第3期メンバー（2014～）
　Vo:RAY
　G:井之上 剛 / Takeshi Inoue
　B:峯村 武憲 / Takenori“RUZER”Minemura
　Ds:大山 俊輔 / Shunsuke Ohyama
　KB:Taka
■DISCOGRAPHY
　・First album：『GONE WITH THE HURRICANE』　2002年2月発売
　・Second album：『From The New Galaxy』　2007年12月発売
　・ケンガンアシュラ⁩ 主題歌&闘技者入場曲アルバムに参加　『The Anthems』Last Dragon(初見泉 入場曲)　2020年2月12 日　発売元：ポニーキャニオン
■GALACTICA PHANTOM公式サイト
■Takeshi Inoue（井之上 剛）オフィシャルサイト